# Trichomorpha cervantes
Trichomorpha cervantes är en mångfotingart som först beskrevs av Chamberlin 1933.  Trichomorpha cervantes ingår i släktet Trichomorpha och familjen Chelodesmidae. Inga underarter finns listade i Catalogue of Life.